# ماریا نیشیوچی
ماریا نیشیوچی (انگلیسی: Mariya Nishiuchi؛ زادهٔ ۲۴ دسامبر ۱۹۹۳) بازیگر، مدل (شخص)، صداپیشه، خواننده، آهنگساز، و ترانه‌سرا اهل ژاپن است.